# 爱康国宾
爱康集團又稱愛康國賓、爱康国宾健康管理集团，是中華人民共和國一家民營體檢公司，總部位於北京。該公司由成立於2000年的國賓體檢和成立於2004年2月的愛康網於2007年8月合併而成。2014年4月9日，愛康國賓登陸納斯達克。截至2018年11月初，爱康集团在香港、北京、上海、广州、深圳等37個城市设有120家体检与医疗中心。2019年1月18日，爱康集團從納斯達克退市。

## 争议事件
2025年7月，北京律师张晓玲公开控诉，她于2013-2023年在爱康国宾进行常规体检，但在2024年被相继诊断出肾癌和肾癌骨转移，且病程已有三五年，张晓玲因此提出爱康国宾有漏检的嫌疑。7月17日，爱康国宾发布声明表示体检数据真实，但张晓玲认为爱康国宾避重就轻，毫无诚意。媒体报道称，一些曾在爱康国宾进行过体检的人士存在漏检问题。7月30日，爱康国宾宣布已就张女士虚构事实、散布谣言的侵权行为向法院提起正式诉讼，法院已受理立案。

## 外部連結
- 官方网站